# Notte d'estate con profilo greco, occhi a mandorla e odore di basilico
Pour plus de détails, voir Fiche technique et Distribution.
Notte d'estate con profilo greco, occhi a mandorla e odore di basilico est un film italien réalisé par Lina Wertmüller, sorti en 1986.

## Fiche technique
- Titre français : Notte d'estate con profilo greco, occhi a mandorla e odore di basilico (litt. « Nuit d'été au profil grec, yeux en amande et odeur de basilic »)
- Réalisation : Lina Wertmüller
- Scénario : Lina Wertmüller
- Photographie : Camillo Bazzoni
- Montage : Luigi Zitta
- Production :  Gianni Minervini et Elio Scardamaglia
- Pays d'origine :  Italie
- Format : Couleurs
- Genre : comédie
- Date de sortie : 1986

## Distribution
- Mariangela Melato : Fulvia
- Michele Placido : Beppe
- Roberto Herlitzka : Turi
- Massimo Wertmüller : Miki